# 矛盾論
『矛盾論』（簡体字中国語: 矛盾论、拼音: Máodùn Lùn）は、1937年に中国共産党の革命家である毛沢東によって執筆された論考である。『実践論』と共に、後に毛沢東主義となる政治思想の哲学的基盤を形成している。この論文は1937年8月、毛沢東が延安のゲリラ拠点にいた際に、弁証法的唯物論の哲学を解釈したものとして執筆された。毛沢東は、すべての運動と生命が矛盾の結果であると示唆している。論文はいくつかの章に分かれており、二つの世界観、矛盾の普遍性、矛盾の特殊性、主要な矛盾と矛盾の主要な側面、矛盾の諸側面の同一性と闘争、矛盾における敵対の地位、そして結論で構成される。毛沢東はまた、1957年の「人民内部の矛盾を正しく処理する問題について」の演説で『矛盾論』で展開されたテーマをさらに発展させている。
毛沢東は、存在を絶え間ない変化と矛盾で構成されていると述べている。形而上学的な見方におけるような恒常的なものはなく、対立する矛盾に基づいてのみ存在することができると説明している。彼は矛盾の概念を使って、中国の歴史的な時期や社会的な出来事を説明している。毛沢東の矛盾についての解釈は、中国マルクス主義の理想を生み出した、修正された概念を創造した。この論考は現在も中国のマルクス主義者に影響を与え、教育に用いられている。
日本語訳は、「実践論」と合本されることが多く、岩波文庫や国民文庫に収録されていた。

## 歴史的背景
毛沢東は当初、改革派または民族主義者に近い考えを持っていた。しかし、彼自身の言葉によれば、1919年に二度目の北京訪問をした際にマルクス主義者になったとされる。ただし、その時点では新たな信念を公に宣言していなかった。1920年、毛沢東は上海で陳独秀と会い、マルクス主義哲学について議論した。そして、湖南省の自治運動が失敗に終わったことで、彼は正式にマルクス主義へと傾倒するようになった。毛沢東は、社会問題を解決するためのより合理的な方法をマルクス主義の中に見出した。彼はかつて「階級闘争があり、ある階級は勝利し、別の階級は淘汰される」と述べている。発展途上の世界において、マルクス主義の思想と闘争が必要であることを理解していた。
『矛盾論』と同様に、『実践論』も延安時代に毛沢東によって執筆された。『矛盾論』におけるいくつかの論点は、1937年に延安の抗日軍政大学で毛沢東が行った講義を基に拡張されたものである。これらの講義は、カール・マルクス、フリードリヒ・エンゲルス、ウラジーミル・レーニンの著作から引用されている。毛沢東は、当時の中国共産党での経験に基づいて、彼らの原則を発展させた。彼の研究は中国のマルクス主義哲学者の著作に集中しており、特に大きな影響を受けたのは艾思奇であった。毛沢東は彼の著作を読むだけでなく、直接の交流も持っていた。『弁証法的唯物論講義ノート』を執筆する前年には、マルクス主義の研究に熱心に取り組み、ソ連の『新哲学』を精読し注釈を加えながら、弁証法的唯物論の概念を積極的に理解しようとした。
毛沢東は自身の思想・哲学的見解を発展させると同時に、マルクス主義の枠組みの中で自身の政治思想を正当化し、指導者としての立場をさらに強固なものにするために『矛盾論』を執筆した。

## 矛盾の基礎とその歴史
弁証法的唯物論において、カール・マルクスによって導かれた「矛盾」は、通常、社会的勢力の対立を指す。この概念は、マルクス主義の三大原則の一つである。毛沢東は、資本主義は本質的に矛盾を内包していると考えた。なぜなら、異なる社会階級はそれぞれ対立する集団的目標を持っているからである。これらの矛盾は社会の構造に由来し、必然的に階級闘争、経済危機、そして最終的には革命へとつながる。革命によって既存の秩序は打倒され、かつて抑圧されていた階級が政治権力を掌握することになる。「弁証法は、何ものも恒久ではなく、すべてのものは時とともに滅びると主張する。」弁証法とは「変化の論理」であり、進化や変容の概念を説明することができる。一方、唯物論は唯一の世界が存在することを前提とし、物事が精神とは無関係に存在し得ることを認める。人間が認識する以前から、物質はすでに存在していた。唯物論者にとって、意識とは精神のことであり、それは身体から独立したものではなく、身体の内部に存在する。すべてのものは物質から成り立っている。弁証法的唯物論は、これら二つの概念を統合し、マルクス主義の重要な理念となった。毛沢東は、レーニンの発言に基づき、弁証法を「矛盾の研究」として捉えた。

## 二つの世界観
公刊された『矛盾論』の本文は、レーニンが区別した形而上学的世界観と弁証法的世界観の対比から始まる。毛沢東は、形而上学的世界観を「物事を単一的で静的かつ孤立したものとして捉える考え方」と位置づける。これに対し、弁証法的世界観は「物事を相互に動的に作用し合うものとして捉えつつ、それぞれが内部に矛盾を抱えている」とする。弁証法的世界観においては、内部および外部の矛盾を調停することで進歩が生じ、新たなものが生まれる。そして、新たに生じたものもまた、それ自体の内部および外部の矛盾を持つことになる。
長い間、形而上学的な見方は中国でもヨーロッパでも広く受け入れられていた。しかし、最終的にヨーロッパでは、プロレタリアートが弁証法的唯物論の世界観を発展させ、それに対してブルジョワジーが反対した。毛沢東は、形而上学者たちを「粗野な進化論者」と呼び、彼らは世界を静的で不変なものと見なし、歴史とともに変化するのではなく、単に同じことが繰り返されると信じていると指摘する。この考え方では、時間とともに起こる変化や発展を説明することはできない。弁証法では、物事はその内部の変化や他の対象との関係によって理解される。対象内部の矛盾がその発展と進化を促す。マルクスとエンゲルスが弁証法を唯物論と結びつける以前、ヘーゲルは弁証法的観念論を発展させた。さらに、レーニンとスターリンがこの理論を発展させた。弁証法的唯物論を用いることで、対象の具体的な相違を見極め、その成長をより深く理解することができる。

## 矛盾の普遍性
矛盾の絶対性には二重の意味がある。第一に、矛盾はあらゆる物事の発展の過程において常に存在する。第二に、それぞれの物事の発展の過程において、始まりから終わりまで対立する運動が存在する。矛盾は生命の根本であり、その前進を促す。勝利と敗北のように、矛盾する対立物なしに単独で存在する現象はない。「対立の統一」によって矛盾の均衡が保たれる。矛盾の最も基本的な循環の例として、生と死が挙げられる。また、力学、数学、科学、社会生活など、あらゆる分野に矛盾が存在する。デボーリンは、世界には単なる「差異」しか存在しないと主張した。しかし、毛沢東はこれに反論し、「差異とは矛盾によって成り立っており、それ自体が矛盾である」と述べた。「過去・現在・未来のいかなる社会も矛盾から逃れることはできない。なぜなら、それは宇宙のすべての物質に共通する特性だからである。」

## 矛盾の特殊性
毛沢東は、矛盾の相対性を語る最良の方法は、それをいくつかの異なる側面から見ることであると考えた。「物質の運動の各形態における矛盾には、それぞれの特殊性がある。」この矛盾こそが物事の本質である。特定の本質を見極めることができれば、その対象を理解することができる。この特殊な矛盾こそが、ある対象と別の対象を区別するものである。知識は、認識を通じて発展し、一般から特殊へ、あるいは特殊から一般へと移行することができる。古い過程が変化すれば、新しい過程と新たな矛盾が生じる。それぞれの矛盾には独自の解決法があり、解決策はその矛盾の特殊性に応じて見出されなければならない。特殊な矛盾には、それに特有の側面があり、それに適した対処法が存在する。毛沢東は、対立を考察する際には、物事を客観的に見るべきであると主張する。偏見を持ち、主観的に判断すれば、矛盾や対象の側面を完全に理解することはできない。したがって、人々は以下のような方法で矛盾の特殊性を研究すべきである。すなわち、「物質の運動の各形態における矛盾、その発展の各過程における矛盾、その過程ごとの矛盾の両側面、各段階における矛盾、および各段階の矛盾の両側面」を分析することである。矛盾の普遍性と特殊性は、それぞれ矛盾の一般的性格と個別的性格として捉えられる。この二つの概念は、互いに依存しながら存在している。毛沢東は、これら二つの性格を理解することが弁証法を理解する上で不可欠であると述べている。

## 主要な矛盾と矛盾の主要な側面
この主題は、「ある矛盾が他の矛盾の存在を可能にする」という概念に焦点を当てている。例えば、資本主義社会においては、プロレタリアートとブルジョワジーの矛盾が、帝国主義者と植民地の矛盾など、他の矛盾を生じさせる。常に唯一の「主要矛盾」が存在するが、矛盾の重要性は入れ替わることがある。多くの矛盾を考察する際には、どの矛盾がより優位であるかを理解する必要がある。また、主要矛盾と非主要矛盾は固定的なものではなく、時間の経過とともに互いに変化することも忘れてはならない。これは、主要矛盾がそのものの本質を規定する要素であるため、その変化が物事の性質の変化を引き起こすことを意味する。この二種類の異なる矛盾の存在は、全てのものが平等に創造されていないことを示している。一つの矛盾が他の矛盾よりも優位に立つことで、バランスの欠如が生じる。毛沢東は、中国の歴史や社会の例を用いて、主要矛盾の概念とその絶え間ない変化を象徴的に説明している。「帝国主義による植民地支配も、植民地がその抑圧に苦しみ続ける運命も、永遠に続くものではない。」矛盾の理論に基づけば、いずれその抑圧は終わり、植民地は権力と自由を手にすることになる。

## 矛盾の諸側面の同一性と闘争
毛沢東は「同一性」を二つの異なる考え方として定義している。一つは、矛盾の両側面が共存すること、もう一つは、それぞれの側面が互いに変化しうることである。いかなる一つの側面も、少なくとももう一つの側面の存在に依存している。死がなければ生は存在せず、不幸がなければ喜びも存在しない。同時に、毛沢東は、より重要な点として、矛盾が相互に変化するという要素を「同一性」の要因と見なしている。特定の状況や条件の下で、矛盾は共存しながら相互に変化する。「同一性」は、矛盾を分け隔てると同時に、矛盾の間の闘争を可能にするものであり、同一性こそが矛盾そのものである。対象内に存在する二つの矛盾は、二つの異なる運動形式を生み出す。一つは「相対的静止」、もう一つは「顕著な変化」である。初め、対象は量的な変化を遂げるが、見かけ上は静止しているように見える。しかし、この初期の運動による変化が蓄積されると、やがて対象は顕著に変化しているように見える。あらゆる対象は、この運動の過程を絶えず繰り返している。しかし、対立する二つの側面の闘争は、この二つの状態のどちらにおいても存在し、最終的には後者の段階で解決される。変化は、矛盾の統一によって生じるものである。運動の特定の条件と一般的な条件の両方が、矛盾が動くための条件となる。この運動は絶対的なものであり、「闘争」とみなされる。

## 矛盾における敵対の地位
敵対的矛盾は、異なる社会階級間での妥協の不可能性を指す。 この用語は通常、ウラジーミル・レーニンに帰されるが、彼が実際にこの用語を彼の著作の中で使用したことはないかもしれない。この用語は主に毛沢東主義の理論において使用され、労働者階級／プロレタリアートとブルジョワジーという二つの主要な階級間の違いがあまりにも大きいため、その見解を和解させる方法は存在しないとする。関わる集団の関心は全く逆であるため、その目標は非常に異なり、矛盾しているため、互いに受け入れ可能な解決策を見つけることができない。 非敵対的矛盾は単なる討論を通じて解決できるかもしれないが、敵対的矛盾は闘争を通じてのみ解決できる。毛沢東主義において、敵対的矛盾は通常、農民階級と地主階級との間に存在するものとされている。毛沢東は、この政策について1957年2月の「人民内部の矛盾を正しく処理する問題について」の演説で自らの見解を表明した。毛沢東は敵対的矛盾を「対立するものの闘争」として強調している。それは絶対的で普遍的な概念である。敵対的矛盾の対立を解決しようとする場合、各状況に基づいて解決策を見つける必要がある。 他の概念と同様に、敵対的矛盾と非敵対的矛盾の両方が存在する。矛盾と敵対は同一のものではなく、片方は他方なしで存在することができる。また、矛盾が必ずしも敵対的矛盾に発展する必要はない。敵対と非敵対の例は、二つの対立する状態に見られる。彼らは互いに異なるイデオロギーのために継続的に闘争し、意見が食い違うが、必ずしも戦争を起こすわけではない。 敵対を避けるためには、矛盾が現れ、客観的に解決されることを許す空間が必要である。非敵対的矛盾は「人民の間に存在し」、敵対的矛盾は「敵と人民の間に存在する」とされる。

## 結論
結論において、毛沢東は自身の論考で述べたすべての要点を総括している。すなわち、矛盾の法則は弁証法的唯物論の根本的な基盤である。矛盾はあらゆるものに存在し、それによってあらゆる対象が成り立つ。矛盾は他の矛盾と相互に依存し、別の矛盾へと変化することもある。矛盾には優劣があり、時には対立的な関係を持つこともある。また、各矛盾は特定の対象に固有のものであり、それによって対象の本質が形成される。この一連の論点を理解することで、複雑なマルクス主義思想のテーマを把握することができる。

## 影響
『矛盾論』は、毛沢東の著作『実践論』とともに、毛沢東のマルクス主義理論家としての評価を高めた。これらの著作は、毛沢東思想の基礎的な文献となった。朝鮮戦争への中国の介入を受けて、東側諸国で毛沢東が称賛されるようになると、『矛盾論』と『実践論』の両方がソ連で広く読まれるようになった。
1960年4月、石油工業部長の余秋里は、『矛盾論』と『実践論』を中国東北部の大慶油田開発運動の思想的核心とすることを表明した。余は、大慶における労働者の動員において、物質的なインセンティブではなく、思想的動機づけを重視した。石油工業部は、すべての大慶油田労働者に行き渡るように、また各作業班が自主的に学習グループを設置できるように、両著作を大量に空輸した。厳しい気象条件と物資の制約がある中で大慶油田の開発が成功したことは、共産党により、その後の工業化運動における模範とされた。

## 邦訳・関連文献
- 毛沢東（毛沢東選集刊行会訳）「矛盾論」（『毛沢東選集 第3巻』三一書房、1952）
- 毛沢東（岩崎書店編集部編訳）『新矛盾論 : 人民内部の矛盾を正しく処理する問題について』 （岩崎書店、1957）
- 毛沢東（尾崎庄太郞訳）『実践論・矛盾論　新訳』（国民文庫社、1955）
- 毛沢東（小野和子訳）「矛盾論」（小野川秀美編『世界の名著：６４』中央公論社、1969）
- 高橋勇治, 米沢秀夫編『文化大革命と毛沢東思想』（日中出版、1973）
- 新島淳良『毛沢東の思想』（勁草書房, 1968）
- 松村一人『弁証法の発展 : 毛沢東の「矛盾論」を中心として』 （岩波新書、1955）
- 李琪ほか『「矛盾論」解説』（駿台社、1960）